# 天主教巴西利亞總教區
天主教巴西利亞總教區（拉丁語：Archidioecesis Brasiliapolitana）是羅馬天主教在巴西的一個教省總教區，下轄三個教區。
總教區位於首都巴西利亞，2006年有教友1,417,181人，佔轄區總人口68.6%。總教區下轄118個堂區，有281名司鐸。總主教現時出缺，輔理主教為若瑟·阿帕雷西多·貢薩爾韋斯-德-阿爾梅達和馬爾科尼·維尼休斯·費雷拉，榮休總主教為若瑟·弗雷萊·法爾考樞機，榮休輔理主教為若望·馬爾廷斯-特拉。
巴西利亞教區於1960年1月16日建立，直屬聖座。教區於1966年10月11日升為總教區。